# Iris Berben
Iris Berben (Detmold, 12 agosto 1950) è un'attrice tedesca, attiva in campo cinematografico, teatrale e televisivo.
Tra le attrici più popolari nel suo Paese, ha partecipato complessivamente, tra cinema e televisione, a partire dalla fine degli anni sessanta, a oltre 120 differenti produzioni. Tra i suoi ruoli principali, figurano quello di Evelyn von Guldenburg nella serie televisiva L'eredità dei Guldenburg e quello di Rosa Roth nell'omonima serie televisiva (1994-2013).
Madre del regista e produttore televisivo Oliver Berben, si è aggiudicata vari premi e riconoscimenti (come il Premio Bambi e il Premio Adolf Grimme) ed è ambasciatrice per i rapporti tra cristianesimo ed ebraismo (dal 2003).

## Biografia

### Infanzia e giovinezza
Iris Berben è nata a Detmold, nella Renania Settentrionale-Vestfalia (allora Germania Ovest), sabato 12 agosto 1950, unica figlia di una coppia di ristoratori All'età di quattro anni, dopo il divorzio dei genitori, si trasferisce con la madre ad Amburgo. Terminata la scuola elementare, dopo che la madre è fuggita per sempre in Portogallo, a partire dall'età di dodici anni frequenta alcuni collegi, da cui scappa per ben tre volte, abbandonando anche gli studi prima del diploma. Nel 1967, terminata la guerra dei sei giorni, parte quindi per Israele, paese verso il quale nutre e nutrirà anche in seguito un profondo interesse: lì sperimenta il modo di vivere in un kibbutz. Da quel momento, inizia il suo impegno contro l'antisemitismo. Tornata ad Amburgo, è attiva nel movimento di protesta studentesco cittadino: proprio grazie al suo impegno politico-sociale, approda anche nel mondo della recitazione, dopo essere apparsa in servizio della NDR sul movimento hippy della metropoli anseatica. In seguito, frequenta una scuola di ballo a Londra e una scuola di canto a Berlino.

### Carriera

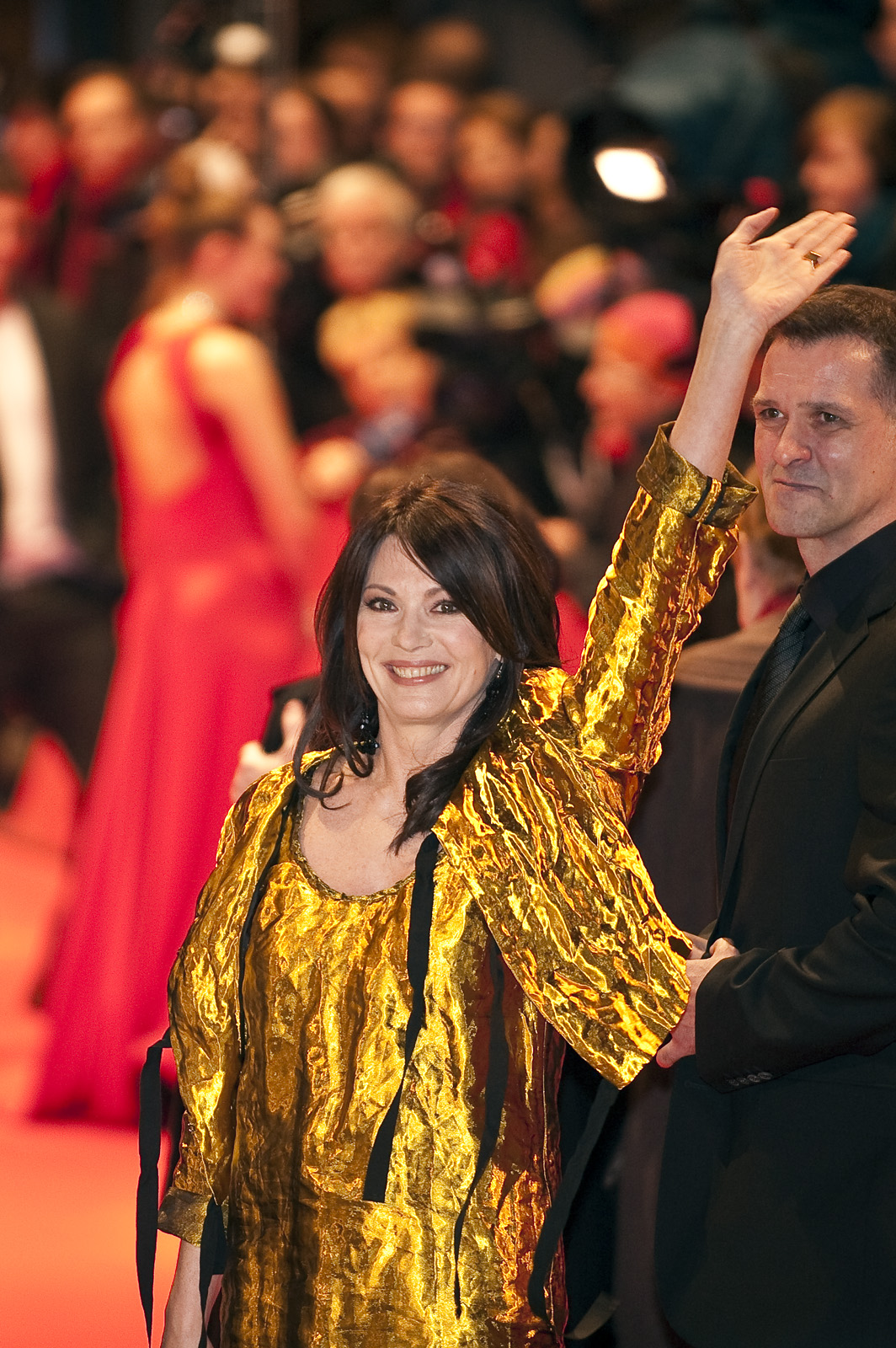
Iris Berben alla 59ª edizione della Berlinale

Inizia la propria carriera di attrice nel 1967, interpretando piccoli ruoli in alcuni cortometraggi prodotti dalla Scuola d'Arte Cinematografica di Amburgo. Nel 1968, esordisce sul grande schermo, recitando nel film di Rudolf Thomes Detektive. L'anno seguente, recita nel ruolo di Ann nel film, diretto da Alfred Vohrer, L'uomo dagli occhi di vetro (Der Mann mit dem Glasauge), mentre nel 1970 interpreta il ruolo della rivoluzionaria Lola nel film di Sergio Corbucci Vamos a matar compañeros. Nel frattempo, ha una breve relazione sentimentale con il cantante israeliano Abo Ofarim e nel 1971 dà alla luce Oliver (che sarebbe diventato in seguito regista produttore televisivo a fianco della madre), senza rendere mai noto il nome del padre.
Acquista una notevole notorietà nella metà degli anni settanta, grazie a numerose partecipazioni a produzioni cinematografiche quali Der Brandstifter di Klaus Lehmke e televisive, quali Himmlische Töchter. Nel 1977, partecipa ad un episodio della quarta stagione della serie televisiva L'ispettore Derrick, episodio intitolato "Una notte di ottobre" (Eine Nacht im Oktober), dove interpreta il ruolo della vittima, Rosy Kramer. L'anno seguente, posa per la copertina della rivista per soli uomini Playboy.
Negli anni ottanta, viene scritturata per interpretare vari ruoli in commedie cinematografiche, quali Ach, du Lieber Harry (con Dieter Hallervorden) e Siggi, Der Straßenfeger (con Harald Juhnke). A partire dal 1985, conduce, al fianco di Diether Krebs e in sostituzione di Beatrice Richter, del programma televisivo, diretto da Michael Pfleghar, Sketchup, conquistando una notevole notorietà. L'anno seguente, viene scritturata per il ruolo di Evelyn von Guldenburg nella serie televisiva L'eredità dei Guldenburg, ruolo che interpreterà fino al 1990. Nel 1987, posa nuovamente senza veli, stavolta per la rivista Penthouse.
A partire dalla metà degli anni novanta, diventa la protagonista nel ruolo della commissario Rosa Roth dell'omonima serie televisiva diretta da Carlo Rola. Nel 1997, riceve la croce al merito della Repubblica Federale Tedesca.. Sempre alla fine degli anni novanta, nell'ambito del suo impegno contro l'antisemitismo, legge nelle scuole assieme al figlio dalle pagine del libro Mama, was ist Auschwitz?. Tra il 2000 e il 2008, è impegnata quasi esclusivamente in campo televisivo. Nel 2002, legge in uno spettacolo teatrale di Michael Verhoeven i diari di Anna Frank e di Joseph Goebbels. Nello stesso anno, riceve dal Consiglio Ebraico Tedesco il Leo-Baeck-Preis per il suo impegno contro l'antisemitismo e il razzismo.
Nel 2003, compare nella copertina della rivista Time come una dei 36 "eroi" europei dell'anno. Nel 2004, prosegue il suo impegno contro l'antisemitismo, leggendo dei passi da l libro Hitlers Tischgespräche aus dem Führerhauptquartier und Aufzeichnungen von Holocaust-Opfern ("Discorsi di Hitler dal quartier generale e disegni delle vittime dell'Olocausto"). Il 14 giugno 2005, le viene conferito il Bayerischer Verdienstorden ("Ordine al merito bavarese"). Nello stesso anno, recita nel ruolo della protagonista Nina Vandenberg nella miniserie televisiva in tre parti, diretta da Carlo Rola, Die Patriarchin. Sempre nel 2005, viene eletta dai lettori della rivista Best Life la donna più sexy tra quelle di età compresa tra i 50 e i 60 anni. Nel giugno 2011, le viene assegnato il premio alla carriera presso il Prinzregententheater di Monaco, in occasione della 23ª edizione del Bayerischer Fernsehpreis.

## Vita privata
È stata legata per 32 anni fino al 2006 al ristoratore di Monaco Gabriel Lewy, con cui ha gestito numerosi ristoranti e caffè del capoluogo bavarese.

## Filmografia

### Cinema
- Noch und Löcher, regia di Natias Neutert (1965)
- L'uomo dall'occhio di vetro (Der Mann mit dem Glasauge), regia di Alfred Vohrer (1969)
- Detektive, regia di Rudolf Thome (1969)
- Stehaufmädchen, regia di Willy Bogner (1970)
- Vamos a matar compañeros, regia di Sergio Corbucci (1970)
- Tè per tre, alfio aspirante medico potenzialmente bigamo (Duett zu dritt), regia di Gerhard Janda (1976)
- Ach du lieber Harry, regia di Jean Girault (1981)
- Schwarzfahrer, regia di Manfred Stelzer e Gert C. Möbius (1983)
- Tapetenwechsel, regia di Gabriela Zerhau (1984)
- Sigi, der Straßenfeger, regia di Wolf Gremm (1984)
- Rallye Paris - Dakar, regia di Peter Welz (1984)
- Beinah Trinidad, regia di Oliver Storz (1985)
- Drei D, regia di Sönke Wortmann (1988)
- Lex Minister, regia di Peter Patzak (1990)
- St. Petri Schnee, regia di Peter Patzak (1991)
- Cosima's Lexikon, regia di Peter Kahane (1992)
- Im Himmel hört Dich niemand weinen, regia di Carlo Rola (1993)
- Rudy, maialino dispettoso (Rennschwein Rudi Rüssel), regia di Peter Timm (1995)
- Peanuts - Die Bank zahlt alles, regia di Carlo Rola (1996)
- Killer Condom (Kondom des Grauens), regia di Martin Walz (1996)
- Living Dead, regia di Dennis Gansel (1998) - corto
- Frau Rettich, die Czerni und ich, regia di Markus Imboden (1998)
- ¿Bin ich schön?, regia di Doris Dörrie (1998)
- I Buddenbrook (Buddenbrooks), regia di Heinrich Breloer (2008)
- Es kommt der Tag, regia di Susanne Schneider (2009)
- Tiger Team - Der Berg der 1000 Drachen, regia di Peter Gersina (2010)
- Anleitung zum Unglücklichsein, regia di Sherry Hormann (2012)
- Eddie the Eagle - Il coraggio della follia (Eddie the Eagle), regia di Dexter Fletcher (2016)
- Triangle of Sadness, regia di Ruben Östlund (2022)
- Paradise, regia di Boris Kunz (2023)

### Televisione
- Brandstifter, regia di Klaus Lemke - film TV (1969)
- Supergirl - Das Mädchen von den Sternen, regia di Rudolf Thome - film TV (1971)
- Der Fall Eleni Voulgari, regia di Nathan Jariv - film TV (1971)
- Der Kommissar - serie TV, 1 episodio (1971)
- Les gens de Mogador - serie TV (1972)
- Ulla oder Die Flucht in die schwarzen Wälder, regia di Herbert Vesely - film TV (1974)
- Abschied vom Abschied, regia di Frank Guthke - film TV (1974)
- Das Fräulein von Scuderi, regia di Lutz Büscher - film TV (1976)
- Freiwillige Feuerwehr - serie TV, 1 episodio (1976)
- Halbzeit, regia di Dieter Wedel - film TV (1977)
- Il commissario Köster (Der Alte) - serie TV, 4 episodi (1977-1982)
- L'ispettore Derrick (Derrick) - serie TV, episodi 4x3, 5x6 (1977-1978)
- Zwei himmlische Töchter, regia di Michael Pfleghar - miniserie TV (1978)
- Ein Mann für alle Fälle, regia di Wolfgang Liebeneiner - miniserie TV (1978)
- Die schöne Marianne - serie TV, 1 episodio (1978)
- Sonne, Wein und harte Nüsse - serie TV, 1 episodio (1979)
- St. Pauli-Landungsbrücken - serie TV, 1 episodio (1979)
- Wer anderen eine Grube gräbt, regia di Herbert Vesely - film TV (1980)
- I.O.B. Spezialauftrag - serie TV, 1 episodio (1980)
- Die Baronin - Fontane machte sie unsterlich, regia di Lutz Büscher - film TV (1981)
- Büro, Büro - serie TV, 2 episodi (1982)
- Der Mann, der keine Autos mochte - serie TV, 1 episodio (1984)
- Ein Mann namens Parvus, regia di Rudolf Nussgruber - film TV (1984)
- Angelo und Luzy - serie TV, 6 episodi (1984)
- Heiße Wickel - kalte Güsse - serie TV (1984)
- Soko 5113 - serie TV, 1 episodio (1984)
- Sketch-up - serie TV, 2 episodi (1985-1986)
- Berliner Weiße mit Schuß - serie TV, 1 episodio (1986)
- Ein heikler Fall - serie TV (1986)
- Rückfahrt in den Tod, regia di Hans-Jürgen Tögel - film TV (1986)
- Un caso per due (Ein Fall für zwei) - serie TV, 2 episodi (1986-1993)
- Die Wilsheimer - serie TV, 1 episodio (1987)
- Die glückliche Familie - serie TV (1987)
- Flohr und die Traumfrau, regia di Günter Gräwert - film TV (1987)
- Das Viereck, regia di Oliver Storz - film TV (1987)
- L'eredità dei Guldenburg (Das Erbe der Guldenburgs) - serie TV, 38 episodi (1987-1990)
- Tagebuch für einen Mörder, regia di Franz Josef Gottlieb - film TV (1988)
- Ein naheliegender Mord, regia di Oliver Storz - film TV (1988)
- Meister Eder und sein Pumuckl - serie TV, 1 episodio (1989)
- Karambolage, regia di Franz Peter Wirth - film TV (1989)
- Liebesgeschichten - serie TV (1990)
- Liebling Kreuzberg - serie TV, 2 episodi (1990)
- Das zweite Leben, regia di Carlo Rola - film TV (1990)
- Das Geheimnis des gelben Geparden, regia di Carlo Rola - film TV (1990)
- Il principe ranocchio (Zabí král), regia di Juraj Herz - film TV (1991)
- Der Unschuldsengel, regia di Julian Pölsler e Oliver Storz - film TV (1992)
- Das große Fest, regia di Frank Beyer - film TV (1992)
- Verflixte Leidenschaft, regia di Carlo Rola - film TV (1992)
- Dornberger, regia di Franz Peter Wirth - film TV (1992)
- Ein Mann für meine Frau, regia di Hartmut Griesmayr - film TV (1993)
- Anwalt Abel - serie TV, 1 episodio (1993)
- Sommerliebe, regia di Iris Gusner - film TV (1993)
- Christinas Seitensprung, regia di Oliver Storz - film TV (1993)
- Le silence du coeur, regia di Pierre Aknine - film TV (1994)
- Rochade, regia di Peter Patzak - film TV (1994)
- Tod in Miami, regia di Carlo Rola - film TV (1994)
- Rosa Roth - serie TV, 31 episodi (1994-2013)
- Verliebte Feinde, regia di Bernd Böhlich - film TV (1995)
- Tatort - serie TV, 2 episodio (1995-1999)
- Der gefälschte Sommer, regia di Renate Brackhahn-Witt - film TV (1996)
- Simones Entscheidung, regia di Ulrich Stark - film TV (1997)
- Der stille Herr Genardy, regia di Carlo Rola - film TV (1997)
- Incubo tra le fiamme (Die sieben Feuer des Todes), regia di Carlo Rola - film TV (1997)
- Andrea e Marie (Andrea und Marie), regia di Martin Enlen - film TV (1998)
- La morte scritta (Das Miststück), regia di Carlo Rola - film TV (1998)
- Grido d'aiuto (Vergewaltigt - Eine Frau schlägt zurück), regia di Martin Enlen - film TV (1998)
- Die Zauberfrau, regia di Ilse Hofmann - film TV (1999)
- Der Solist - Kein Weg zurück, regia di Carlo Rola - film TV (1999)
- Due donne, una sola vita (Todsünden - Die zwei Gesichter einer Frau), regia di Carlo Rola - film TV (1999)
- Todesflug, regia di Peter Schulze-Rohr - film TV (2000)
- Riflesso omicida (Gefährliche Träume - Das Geheimnis einer Frau), regia di Carlo Rola - film TV (2000)
- Piano diabolico (Das Teufelsweib), regia di Oliver Berben, Gerd Roman Frosch e Carl-Friedrich Koschnick - film TV (2000)
- Ein mörderischer Plan, regia di Matti Geschonneck - film TV (2001)
- Dienstreise - Was für eine Nacht, regia di Stephan Wagner - film TV (2002)
- Fahr zur Hölle, Schwester!, regia di Oskar Roehler - film TV (2002)
- Wer liebt, hat Recht, regia di Matti Geschonneck - film TV (2002)
- Bewegte Männer - serie TV, 1 episodio (2003)
- Die schöne Braut in Schwarz, regia di Carlo Rola - film TV (2004)
- Das Kommando, regia di Thomas Bohn - film TV (2004)
- Schöne Witwen küssen besser, regia di Carlo Rola - film TV (2004)
- Die Patriarchin, regia di Carlo Rola - miniserie TV (2005)
- Silberhochzeit, regia di Matti Geschonneck - film TV (2006)
- Die Mauer - Berlin '61, regia di Hartmut Schoen - film TV (2006)
- Afrika, mon amour, regia di Carlo Rola - miniserie TV (2007)
- All'improvviso... Gina (Frühstück mit einer Unbekannten), regia di Maria von Heland - film TV (2007)
- Duell in der Nacht, regia di Matti Geschonneck - film TV (2007)
- Rosa Roth (Rosa Roth - Der Tag wird kommen) - serie TV, 32 episodi (2007)
- Kommissar Süden und das Geheimnis der Königin, regia di Martin Enlen - film TV (2008)
- Der russische Geliebte, regia di Ulrich Stark - film TV (2008)
- Gott schützt die Liebenden, regia di Carlo Rola - film TV (2008)
- Krupp - Eine deutsche Familie, regia di Carlo Rola - miniserie TV (2009)
- Kennedys Hirn, regia di Urs Egger - film TV (2010)
- Le più belle fiabe dei fratelli Grimm (Sechs auf einen Streich) - serie TV, episodio 3x2 (2010)
- Meine Familie bringt mich um, regia di Christiane Balthasar - film TV (2010)
- Niemand ist eine Insel, regia di Carlo Rola - film TV (2011)
- Liebesjahre, regia di Matti Geschonneck - film TV (2011)
- Die Kronzeugin - Mord in den Bergen, regia di Christiane Balthasar - film TV (2013)
- Stille, regia di Xaver Schwarzenberger - film TV (2013)
- Ein weites Herz - Schicksalsjahre einer deutschen Familie, regia di Thomas Berger - film TV (2013)
- Il Clan Wagner - Storia di una famiglia (Der Clan - Die Geschichte der Familie Wagner), regia di Christiane Balthasar - film TV (2013)
- Capelli Code - serie TV, 13 episodio (2015)

### Programmi televisivi
- Sketchup (1986) - co-conduttrice

## Premi & riconoscimenti (lista parziale)
- 1990: Premio Bambi
- 2002: Premio Bambi
- 2004: Word's Tolerance Award del Women's World Award
- 2008: Premio Adolf Grimme

## Doppiatrici italiane
Nelle versioni in italiano dei suoi film, Iris Berben è stata doppiata da:
- Flaminia Jandolo in Vamos a matar, compañeros
- Cinzia De Carolis in Rudy, maialino dispettoso
- Maria Pia Di Meo in I Buddenbrook
- Lorenza Biella in Il principe ranocchio
- Anna Cesareni in La morte scritta
- Antonella Giannini in Grido d'aiuto
- Ada Maria Serra Zanetti in Due donne, una sola vita
- Alessandra Felletti in Rosa Roth
- Isabella Pasanisi in Il Clan Wagner - Storia di una famiglia
- Emanuela Rossi in Paradise